# جيسي سولومون
جيسي سولومون (بالإنجليزية: Jesse Solomon)‏ هو لاعب كرة قدم أمريكية أمريكي، ولد في 4 نوفمبر 1963 في ماديسون في الولايات المتحدة.

## وصلات خارجية
- جيسي سولومون على موقع مرجع كرة القدم المحترفة.كوم (الإنجليزية)